# Ellen Greene
Ellen Greene, född 22 februari 1951 i Brooklyn i New York, är en amerikansk skådespelare och sångerska.
Greene är bland annat känd för sin medverkan i filmen Little Shop of Horrors 1986.

## Filmografi (urval)
- 1985 – Miami Vice (TV-serie)
- 1986 – Little Shop of Horrors
- 1988 – Talk Radio
- 1994 – Nakna pistolen 33 1/3 - den slutgiltiga förolämpningen
- 1994 – Léon
- 2002 – Arkiv X (TV-serie)
- 2002 – Jordan, rättsläkare (TV-serie)
- 2007 – Jimmys vrickade värld (TV-serie)
- 2007–2009 – Pushing Daisies (TV-serie)
- 2007–2009 – Heroes (TV-serie)
- 2011 – Makt och begär (TV-serie)
- 2013 – Hannibal (TV-serie)